# Allium murat-sonayii
Allium murat-sonayii — вид квіткових рослин з родини цибулевих (Allioideae).

## Морфологічна характеристика
За морфологічними ознаками належить до Allium subgen. Allium sect. Allium. Схожий на A. stearnianum, A. stearnianum subsp. vanense, A. aybukeae, A. gemiciana, A. yamadagensis, A. dictyoprasum, але відрізняється від них декількома морфологічними ознаками, такими як колір цибулинок, довжина стебла, листя, форма зонтика, колір оцвітини, колір пиляка.

## Середовище проживання
Новий вид описаний із провінції Елазиг, Східна Туреччина.